# 異数性
染色体の異数性（いすうせい、英: aneuploidy）または数的異常（すうてきいじょう）とは、細胞内の染色体の本数の異常、例えばヒト細胞では通常の46本ではなく、45本や47本の染色体が存在するような状態を指す。染色体の完全なセット数が変化している場合（倍数性など）は異数性とは呼ばれず、こうした細胞は正倍数性（euploid）細胞と呼ばれる。
染色体の余剰または欠損は、一部の遺伝疾患の一般的な原因となっている。また、一部のがんでも染色体数の異常がみられ、ヒトの固形腫瘍の約68%が異数性を示す。異数性は細胞分裂時に生じ、2つの娘細胞へ染色体が正しく分配されない（染色体不分離）ことで引き起こされる。常染色体の異数性の大部分は流産につながるが、出産に至ったケースで観察される余剰常染色体として多いのは21番、18番、13番である。

## 染色体
ヒトの体内の大部分の細胞は、23対、計46本の染色体を持っている。例外的に配偶子（精子と卵）は対のない23本の染色体を持ち、また赤血球の場合は骨髄内の段階では核を有しているが、血液中の活性型の赤血球は核を喪失しており染色体を持たない。
通常、染色体の1コピーは母親から、もう1コピーは父親から受け継いだものである。そのうち22対は常染色体と呼ばれ、大きいものから小さいものへ1番から22番までの番号が振られている。残りの1対は性染色体であり、典型的な女性はX染色体を2本持ち、典型的な男性は1本のX染色体と1本のY染色体を持つ。光学顕微鏡下で観察される細胞内の染色体の構成は核型と呼ばれる。
常染色体が欠けていたり、余剰が存在する場合、大部分の胚は生存することができず、流産となる。ヒトで最も高頻度で生じる異数性は16トリソミーであり、全ての細胞がこの染色体異常を有する場合には胎児は出産に至ることはないが、一部の細胞にのみ16トリソミーが存在するモザイクでは生存が可能である。新生児が生存可能な異数性として最も多いのはダウン症候群にみられる21トリソミーであり、出生児800人に1人の割合で生じる。18トリソミー（エドワーズ症候群）は6,000人に1人、13トリソミー（パトウ症候群）は10,000人に1人の割合である。18トリソミーまたは13トリソミーの新生児の10%が1歳まで生存することができる。

## 機構
異数性は染色体分離のエラーによって引き起こされる。
染色体不分離は、多くの場合M期チェックポイントの機能が弱まった結果として引き起こされる。こうしたチェックポイントは通常は、細胞の全ての構成要素が次の段階へ移行する準備が整うまで、細胞分裂を停止させたり遅らせたりする機能を果たしている。チェックポイントの機能が弱まった場合には、例えば紡錘体に染色体が整列していないことを検知することができなくなるといった可能性がある。こうしたケースでは、大部分の染色体は正常に分離されるものの、一部は全く分離しない可能性がある。その結果、特定の染色体コピーを欠く娘細胞と余剰のコピーを有する娘細胞が形成される。また、メロテリック（merotelic）な接着も染色体分離の異常の原因となる。メロテリックとは染色体の紡錘体への接着時に1つのキネトコアが双方の紡錘体極へ同時に接着されている状態を指し、こうした接着パターンが修正されない場合、染色体は適切な時期に分離されず、誤った染色体分離と異数性につながる。この機構は有糸分裂細胞における異数性やがん細胞の染色体不安定性の主要な機構となっている。紡錘体が3つ以上の極を有する多極紡錘体の形成も異数性が引き起こされる機構の1つである。多極状態が持続された場合、複製された染色体は3つ以上の娘細胞へ分配されることとなる。また、四倍体細胞の形成もがんにおける異数性細胞の形成機構の1つとなっていると考えられている。

## 神経系における体細胞モザイク
染色体異数性を有する細胞によるモザイクは、哺乳類の脳の根本的な構成要素の一部となっている可能性がある。2歳から86歳までの6人の正常なヒト由来の脳試料において、21番染色体の異数性モザイクが観察されている（解析された神経細胞の平均4%）。こうした低頻度の異数性細胞は神経前駆細胞の細胞分裂時の染色体分離の欠陥によって生じたものと考えられ、こうした異数性を有する神経細胞は正常な神経回路に組み込まれている。一方、一細胞シーケンシングを用いた近年の研究ではこうした知見に異議が唱えられており、脳内の異数性細胞は実際には極めて稀であることが示唆されている。

## がんにおける体細胞モザイク
異数性は事実上全てのがんに一貫して観察される現象である。ドイツの生物学者テオドール・ボヴェリは、異数性ががんの原因となっていることを初めて提唱したが、ボヴェリの理論は分子生物学者ピーター・デュースバーグによって再評価がなされるまで忘れ去られていた。異数性がどのような機構で腫瘍の進化に影響を及ぼしているのかについての理解は、現在のがん研究の重要なトピックの1つとなっている。
体細胞モザイクは、慢性リンパ性白血病（CLL）における12トリソミー、急性骨髄性白血病（AML）における8トリソミーなど、事実上全てのがん細胞で生じている。こうした形態のモザイク型異数性は染色体不安定性（がん細胞における染色体分離の欠陥が原因となる）など、遺伝性症候群とは異なる機構で生じたものである。そのため、異数性をもたらす分子過程は抗がん剤開発の標的となりうる。レスベラトロールとアスピリンは異数性細胞の前駆細胞となっている可能性のある四倍体細胞を選択的に破壊することがマウスではin vivoで示されており、AMPKの活性化がこの過程に関与している可能性がある。
M期チェックポイントの変化も腫瘍発生における重要なイベントとなっており、異数性をもたらす直接的要因となっている可能性がある。がん抑制遺伝子p53の喪失は多くの場合ゲノム不安定性をもたらし、異数性の原因となる可能性がある。
さらに、染色体切断の素因となる遺伝性症候群（染色体不安定性症候群）もさまざまな種類のがんのリスクの増加と高頻度で関連しており、発がんにおける体細胞異数性の役割が浮き彫りとなっている。
異数性の高い腫瘍細胞では、免疫回避能力も向上しているようである。そのため、染色体数の異常はプレシジョン免疫療法に対する反応を予測するための有効なバイオマーカーとなる可能性があることが示唆されている。一例として悪性黒色腫の患者では、体細胞コピー数の変化の大きさは免疫チェックポイントを阻害する抗CTLA4治療に対する効果的な反応の低下と関連している。
異数性の形成に関与する機構、特に異数性細胞のエピジェネティックな起源について焦点を当てた研究が2008年に発表されている。エピジェネティックな遺伝は、細胞分裂後も受け継がれるDNA配列以外の細胞情報として定義される。DNAメチル化とヒストン修飾は、がんを含む多くの生理的・病理的条件下において重要な意味を持つ、2つの主要なエピジェネティック修飾である。DNAメチル化の異常はがん細胞でみられる最も一般的な分子病変であり、遺伝子変異よりも高頻度でみられる。プロモーターのCpGアイランドの高メチル化によるがん抑制遺伝子のサイレンシングは、がん細胞で最も高頻度でみられるエピジェネティック修飾であると考えられている。細胞のエピジェネティックな特性は、環境曝露、特定の栄養素の欠乏、放射線曝露など、いくつかの因子によって変化する可能性がある。こうした変化の一部はin vivoにおける異数性細胞の形成と相関している。この研究では、遺伝学だけでなくエピジェネティクスも異数性形成に寄与していることが、蓄積しつつあるエビデンスに基づいて示唆されている。

## 部分異数性
部分モノソミー（partial monosomy）、部分トリソミー（partial trisomy）という用語は、染色体の一部の喪失または増加によって引き起こされた遺伝物質の不均衡を記載するために用いられる。これらの用語は特に不均衡型転座が生じた場合に使用され、こうしたケースでは2つの異なる染色体の切断と融合によって形成された派生染色体が生じている。こうした状況下では、ある染色体の一部については3コピー（2つの正常なコピーと派生染色体上）存在し、派生染色体形成に関連した他の染色体部分に関しては1コピーしか存在しない可能性がある。一例として、ロバートソン転座によって21番染色体長腕を3コピー有する症例はダウン症候群のごく一部（<5%）を占めている。イソ染色体（同腕染色体）が形成された場合、イソ染色体上に存在する遺伝子に関しては部分トリソミー、失われた腕に位置する遺伝子に関しては部分モノソミーとなる。

## 異数性誘発因子
変異原性の発がん性因子の多くは異数性誘発因子でもある。一例として、X線は染色体の断片化によって異数性の原因となる可能性があるほか、紡錘体が標的となる可能性もある。コルヒチンなど他の化学物質も、微小管重合への影響によって異数性の原因となる場合がある。
男性の生活、環境、職業上の危険への曝露も精子の異数性のリスクを高める可能性がある。タバコの煙にはDNA損傷を引き起こす化学物質が含まれており、異数性が誘発される場合がある。喫煙によって精子の13ダイソミーは3倍、YYダイソミーは2倍に増加する。ベンゼンへの職業上曝露は精子のXXダイソミーの2.8倍、YYダイソミーの2.6倍の上昇と関連している。フェンバレレートやカルバリルといった殺虫剤は精子の異数性を高めることが報告されており、殺虫剤生産工場労働者のフェンバレレートへの職業上曝露は、精子のDNA損傷の増加と関連している。フェンバレレートへの曝露によって、性染色体ダイソミーは1.9倍、18ダイソミーは2.6倍増加する。男性労働者のカルバリルへの曝露は精子のDNA断片化の増大をもたらし、性染色体ダイソミーは1.7倍、18ダイソミーは2.2倍増加する。
また、人は多くの市販品に含まれているパーフルオロ化合物（PFC）へも曝露している。血液または精漿がPFCで汚染されている男性では、DNAの断片化や染色体異数性の増大がみられる。

## 診断

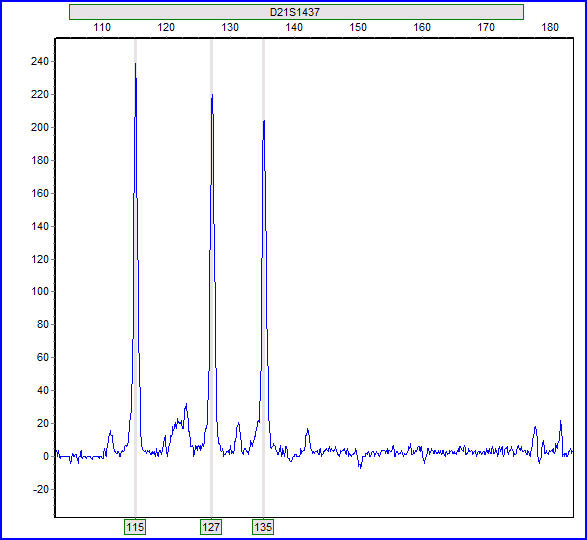
qPCRによるSTR解析によって検出された21トリソミーの例

標準的な核型解析では、胎児の23対の染色体の数や構造の解析が行われる。こうした細胞遺伝学的手法は出生前診断のゴールドスタンダードであるものの、胎児細胞の培養と解析にかかる時間の長さ（10日から21日）は妊婦の心理的負担となると考えられている。より迅速に診断を行える手法として、蛍光in situハイブリダイゼーション（FISH）、ショートタンデムリピート（STR）の定量PCR（qPCR）、定量蛍光PCR（QF-PCR）、定量リアルタイムPCRによる遺伝子量解析、一塩基多型の定量質量分析、比較ゲノムハイブリダイゼーション（CGH）といった解析が行われる。
出生前診断のための細胞の採取は、羊水検査または絨毛採取によって行われる。近年ではより侵襲性の低い検査法の開発も進んでおり、母体血液を用いた、3種のマーカー濃度を測定するトリプルテストや、胎児由来のDNA（セルフリー胎児DNA、cffDNA）を検出する検査による胎児の異数性の検出が行われている。

### 種類

ヒトの正常な二倍体の核型の模式図。染色体異常の命名に利用されるアノテーションされたバンド・サブバンドも示されている。22対の相同染色体に加えて、女性（XX）と男性（XY）の性染色体が右下に、同スケールのミトコンドリアゲノムが左下に示されている。

| 色 | 意味                                        |
| -- | ------------------------------------------- |
|    | 致死                                        |
|    | 典型的男性表現型                            |
|    | クラインフェルター症候群 (non-typical male) |
|    | ポリソミーX and/or Y (non-typical male)     |
|    | 典型的女性表現型                            |
|    | ターナー症候群 (non-typical female)         |
|    | ポリソミーX (non-typical female)            |

|       | 0     | X      | XX      | XXX      | XXXX      | XXXXX      |
| ----- | ----- | ------ | ------- | -------- | --------- | ---------- |
| 0     | 0     | X      | XX      | XXX      | XXXX      | XXXXX      |
| Y     | Y     | XY     | XXY     | XXXY     | XXXXY     | XXXXXY     |
| YY    | YY    | XYY    | XXYY    | XXXYY    | XXXXYY    | XXXXXYY    |
| YYY   | YYY   | XYYY   | XXYYY   | XXXYYY   | XXXXYYY   | XXXXXYYY   |
| YYYY  | YYYY  | XYYYY  | XXYYYY  | XXXYYYY  | XXXXYYYY  | XXXXXYYYY  |
| YYYYY | YYYYY | XYYYYY | XXYYYYY | XXXYYYYY | XXXXYYYYY | XXXXXYYYYY |

| 色 | 意味                                                                             |
| -- | -------------------------------------------------------------------------------- |
|    | 完全な非モザイク型トリソミーの場合、出産に至ることはない                         |
|    | 完全な非モザイク型トリソミーの場合、他の合併症がなければ稀に出産に至ることがある |
|    | 完全な非モザイク型トリソミーの場合、他の合併症がなければ高頻度で出産に至る       |

| #  | モノソミー                                                           | トリソミー                      |
| -- | -------------------------------------------------------------------- | ------------------------------- |
| 1  | 1p36欠失症候群 1q21.1欠失症候群                                      | 1トリソミー                     |
| 2  | 2q37欠失症候群                                                       | 2トリソミー                     |
| 3  |                                                                      | 3トリソミー                     |
| 4  | ウォルフ・ヒルシュホーン症候群                                       | 4トリソミー                     |
| 5  | 5p欠失症候群 5q-症候群                                               | 5トリソミー                     |
| 6  |                                                                      | 6トリソミー                     |
| 7  | ウィリアムズ症候群                                                   | 7トリソミー                     |
| 8  | 8pモノソミー 8qモノソミー                                            | 8トリソミー                     |
| 9  | 9p-症候群 クリーフストラ症候群                                       | 9トリソミー                     |
| 10 | 10pモノソミー 10qモノソミー                                          | Distal trisomy 10q              |
| 11 | ヤコブセン症候群                                                     | 11トリソミー                    |
| 12 |                                                                      | 12トリソミー                    |
| 13 |                                                                      | パトウ症候群                    |
| 14 |                                                                      | 14トリソミー                    |
| 15 | アンジェルマン症候群 プラダー・ウィリ症候群                          | 15トリソミー                    |
| 16 |                                                                      | 16トリソミー                    |
| 17 | ミラー・ディカー症候群 スミス・マギニス症候群                        | 17トリソミー                    |
| 18 | Distal 18q- Proximal 18q-                                            | エドワーズ症候群                |
| 19 |                                                                      | 19トリソミー                    |
| 20 |                                                                      | 20トリソミー                    |
| 21 |                                                                      | ダウン症候群                    |
| 22 | 22q11.2欠失症候群 フェラン・マクダーミド症候群 22q11.2遠位欠失症候群 | キャットアイ症候群 22トリソミー |

## 用語
正常な46本からなる二倍体（ヒトの場合）以外の染色体構成を有する場合を指してheteroploidyという語が用いられる。特に染色体の完全なセットを獲得または喪失した変化の場合にeuploidy、それ以外の染色体数の変化に対してaneuploidyという語が用いられる。
| 染色体 の数 | 名称                                   | 意味 |
| ----------- | -------------------------------------- | --- |
| 1           | モノソミー                             | モノソミーは正常な2コピーの染色体うち1コピーが失われている状態である。部分モノソミーは不均衡型転座または欠失によって生じ、染色体の一部のみ1コピーしか存在しない状態となる。性染色体のモノソミー (45,X) はターナー症候群の原因となる。 |
| 2           | ダイソミー（disomy）                   | ダイソミーは染色体が2コピー存在している状態である。ヒトなどの生物では、各染色体が2コピーずつ存在している（二倍体）状態が正常である。各染色体が3コピー以上存在している状態が正常な生物（三倍体以上の生物）では、ダイソミーは異数性となる。片親性ダイソミーは、染色体の双方のコピーが同じ親に由来する（すなわちもう一方の親は全く寄与していない）状態である。                                     |
| 3           | トリソミー                             | トリソミーは特定の染色体が3コピー存在している状態を指す。ダウン症候群では21番染色体が余剰に存在し、21トリソミーと呼ばれる。他の常染色体のトリソミーとしては、18トリソミー（エドワーズ症候群）と13トリソミー（パトウ症候群）がヒトで出生に至ることが知られている。性染色体がトリソミーである場合もあり、トリプルX症候群 (47,XXX)、クラインフェルター症候群 (47,XXY)、XYY症候群 (47,XXY) がある。 |
| 4/5         | テトラソミー/ペンタソミー（pentasomy） | テトラソミーとペンタソミーはそれぞれ、染色体が4コピー、5コピー存在している状態を指す。ヒトでは常染色体で観察されることは稀であるが、性染色体のテトラソミーとペンタソミー（XXXX、XXXY、XXYY、XXXXX、XXXXY、XYYYY）は報告されている。 |